# 中支那方面軍
中支那方面軍（なかシナほうめんぐん）は、大日本帝国陸軍の方面軍の一つ。

## 沿革
1937年（昭和12年）、盧溝橋事件後の緊張の中、第二次上海事変を受けて、上海派遣軍・第10軍が在留邦人保護のため相次いで派遣された。参謀本部は不拡大の方針であったが戦闘は継続され、戦域が内陸部に拡大していった。
その結果、中支那方面軍は、新たにこの地域を管轄する上級司令部として11月7日に編成開始、司令官には上海派遣軍司令官松井石根大将が就任。その作戦地域は蘇州と嘉興を結ぶ線から東と限定された。しかし、11月19日には独断でこれを越え無錫と湖州の攻撃を準備し、11月22日には南京攻略の必要性を上申している。それに答える形で、11月24日に戦域制限が廃止、12月1日に大本営戦闘序列に編入され、正式に南京攻略が下令され、12月4日から12月13日にかけて南京攻略戦が行われた。
翌1938年（昭和13年）2月14日に、再編制により隷下の両軍と共に中支那方面軍は廃止された。新たに中支那派遣軍が編制され、2月10日に北支那方面軍に編入された第114師団を除く隷下の全ての師団の指揮を引き継ぎ、華中での戦闘を継続した。

## 軍概要
- 通称号：無し
- 編成時期：1937年（昭和12年）11月7日
- 廃止時期：1938年（昭和13年）2月14日
- 廃止時の上級部隊：大本営直轄
- 最終位置：南京

### 司令官
- 松井石根 大将：1937年（昭和12年）10月30日 - 1938年（昭和13年）2月14日

### 参謀長
- 塚田攻 少将：1937年（昭和12年）11月2日 - 1938年（昭和13年）2月14日

### その他の役職
参謀副長
- 武藤章 大佐：1937年（昭和12年）11月2日 - 1938年（昭和13年）2月14日

### 廃止時の隷下部隊
- 上海派遣軍
  - 第3師団
  - 第9師団
  - 第13師団
  - 第101師団
  - 藤重支隊（台湾守備隊）
  - 野戦重砲兵第5旅団
- 第10軍
  - 第6師団
  - 第18師団
  - 野戦重砲兵第6旅団